# Panacris nigribasis
Panacris nigribasis är en tvåvingeart som beskrevs av Lindner 1949. Panacris nigribasis ingår i släktet Panacris och familjen vapenflugor. Inga underarter finns listade i Catalogue of Life.